# Β-Defensin 2
β-Defensin 2 ist ein Protein aus der Gruppe der Defensine.

## Eigenschaften
Als Defensin ist β-Defensin ein antimikrobielles Peptid, das im Zuge der Immunantwort verstärkt gebildet wird. β-Defensin wird von Neutrophilen und Epithelzellen in der Haut und den Atemwegen gebildet. Es wirkt gegen Pilze der Gattung Candida und Gram-negative Bakterien. β-Defensin bindet an CCR6 und löst in den CCR6-tragenden Zellen eine Chemotaxis aus. Unterhalb einer Konzentration von 2,4 mM liegt es als Monomer vor.